# Oh, Susanna!
Oh, Susanna! – amerykański film z 1936 roku w reżyserii Josepha Kane'a.